# Copa Europea Femenina de la FIBA 2019-20
La Copa Europea Femenina de la FIBA 2019-20 es la decimoctava edición de la competición internacional de segundo nivel FIBA Europa para los clubes de baloncesto femenino.
Con motivo de la pandemia de enfermedad por coronavirus de 2020, FIBA Europa decidió suspender indefinidamente y sin reanudar hasta el final de la temporada actual de clubes todos los partidos de las competiciones organizadas por FIBA Europa (Euroliga Femenina, Copa Europea Femenina de la FIBA y Copa Europea de la FIBA). En función de cómo evolucione la situación con la pandemia y siguiendo las decisiones futuras de la FIBA sobre las competiciones de baloncesto, la Junta tomará las decisiones necesarias con respecto al estado de la edición 2019-20 de estas competiciones. Ya no se completaron los cuartos de final y quedó, por el momento, el título desierto para la temporada 2019-20.

## Equipos
Los equipos fueron confirmados por FIBA Europa el 17 de julio de 2019.
| Cuartos de final            | Cuartos de final          | Cuartos de final       | Cuartos de final             |
| --------------------------- | ------------------------- | ---------------------- | ---------------------------- |
| Reyer Venezia (5.º A)       | Castors Braine (6.º A)    | Dynamo Kursk (5.º B)   | Spar Citylift Girona (6.º B) |
| Fase de grupos              |                           |                        |                              |
| Conferencia 1               | Conferencia 1             | Conferencia 2          | Conferencia 2                |
| InvestInTheWest ENEA Gorzow | Galatasaray               | Flammes Carolo Basket  | Valencia Basket              |
| CCC Polkowice               | A3 Basket Umea            | Roche Vendee Basket    | Lointek Gernika Bizkaia      |
| Artego Bydgoszcz            | Lulea BBK                 | Landes Basket          | Basket Hema SKW              |
| WBC Enisey                  | ACS Sepsi                 | Uni Gyor MELY-UT       | Basket Namur Capitale        |
| Sparta&k M.R. Vidnoje       | TSMOKI-MINSK              | KSC Szekszard          | VOO Liege Panthers           |
| MBA Moscow                  | MBK Ruzomberok            | VBW CEKK Cegled        | Herner TC                    |
| Orman Genclik               | KP Brno                   | PEAC Pecs              | Rutronik Stars Keltern       |
| Besiktas JK                 | Mabetex Prishtina         | Aluinvent DVTK Miskolc | BCF Elfic Fribourg           |
| Hatay BB                    | Ramla Basket              | Perfumerías Avenida    | Olivais Futebol Clube        |
| Botas SK                    |                           | Cadí La Seu            | Olympiacos B.C.              |
| Fases previas               |                           |                        |                              |
| Spartak MO Noginsk Kayseri  | Bellona Kayseri Basketbol |                        |                              |

## Fases previas
El equipo vencedor de la fase previa accede a la Conferencia 1.
| Equipo 1                   | Agr.    | Equipo 2                  | Ida   | Vuelta |
| -------------------------- | ------- | ------------------------- | ----- | ------ |
| Spartak MO Noginsk Kayseri | 138–163 | Bellona Kayseri Basketbol | 67–81 | 71–82  |

## Fase de grupos
El sorteo de la fase de grupos se realizó el 23 de julio de 2019 en Múnich, Alemania.

### Conferencia 1

#### Grupo A
| Pos. | Equipo                      | PJ | G | P | GF  | GC  | DG  | Pts | Clasificación          |       | GOR   | BOT   | RAM   | BRN   |
| ---- | --------------------------- | -- | - | - | --- | --- | --- | --- | ---------------------- | ----- | ----- | ----- | ----- | ----- |
| 1    | InvestInTheWest ENEA Gorzów | 6  | 3 | 3 | 473 | 410 | +63 | 9   | 1.ª ronda del play-off |       | —     | 72–67 | 88–95 | 93–57 |
| 2    | Botaş SK                    | 6  | 3 | 3 | 448 | 432 | +16 | 9   | 1.ª ronda del play-off |       | 49–83 | —     | 91–64 | 75–80 |
| 3    | Ramla                       | 6  | 3 | 3 | 449 | 462 | −13 | 9   |                        |       | 71–70 | 70–78 | —     | 80–63 |
| 4    | KP Brno                     | 6  | 3 | 3 | 406 | 472 | −66 | 9   |                        | 71–67 | 63–88 | 72–69 | —     |       |

 Fuente: FIBA
Criterios de clasificación: 1) Puntos; 2) Puntos en enfrentamientos directos; 3) Diferencia de puntos en los enfrentamientos directos; 4) Diferencia de puntos general; 5) Puntos anotados totales.

#### Grupo B
| Pos. | Equipo              | PJ | G | P | GF  | GC  | DG   | Pts | Clasificación          |  | MBA    | SPA    | BES   | PRI    |
| ---- | ------------------- | -- | - | - | --- | --- | ---- | --- | ---------------------- |  | ------ | ------ | ----- | ------ |
| 1    | MBA Moscow          | 6  | 5 | 1 | 506 | 397 | +109 | 11  | Dieciséisavos de final |  | —      | 62–60  | 97–76 | 90–58  |
| 2    | Sparta & K          | 6  | 4 | 2 | 556 | 400 | +156 | 10  | 1.ª ronda del play-off |  | 80–60  | —      | 80–71 | 115–42 |
| 3    | Beşiktaş TRC İnşaat | 6  | 3 | 3 | 523 | 478 | +45  | 9   | 1.ª ronda del play-off |  | 81–96  | 102–95 | —     | 98–52  |
| 4    | Mabetex Prishtina   | 6  | 0 | 6 | 315 | 625 | −310 | 6   |                        |  | 42–101 | 63–126 | 58–95 | —      |

 Fuente: FIBA
Criterios de clasificación: 1) Puntos; 2) Puntos en enfrentamientos directos; 3) Diferencia de puntos en los enfrentamientos directos; 4) Diferencia de puntos general; 5) Puntos anotados totales.

#### Grupo C
| Pos. | Equipo                    | PJ | G | P | GF  | GC  | DG   | Pts | Clasificación          |        | ORM   | POL   | KAY   | UME   |
| ---- | ------------------------- | -- | - | - | --- | --- | ---- | --- | ---------------------- | ------ | ----- | ----- | ----- | ----- |
| 1    | Orman Gençlik             | 6  | 5 | 1 | 508 | 409 | +99  | 11  | Dieciséisavos de final |        | —     | 89–85 | 69–62 | 99–59 |
| 2    | CCC Polkowice             | 6  | 4 | 2 | 462 | 398 | +64  | 10  | 1.ª ronda del play-off |        | 75–55 | —     | 59–64 | 83–70 |
| 3    | Bellona Kayseri Basketbol | 6  | 3 | 3 | 394 | 429 | −35  | 9   |                        |        | 63–87 | 54–69 | —     | 68–65 |
| 4    | A3 Basket Umeå            | 6  | 0 | 6 | 405 | 533 | −128 | 6   |                        | 65–109 | 66–91 | 80–83 | —     |       |

 Fuente: FIBA
Criterios de clasificación: 1) Puntos; 2) Puntos en enfrentamientos directos; 3) Diferencia de puntos en los enfrentamientos directos; 4) Diferencia de puntos general; 5) Puntos anotados totales.

#### Grupo D
| Pos. | Equipo             | PJ | G | P | GF  | GC  | DG  | Pts | Clasificación          |  | HAT   | ENI   | TSM   | RUZ   |
| ---- | ------------------ | -- | - | - | --- | --- | --- | --- | ---------------------- |  | ----- | ----- | ----- | ----- |
| 1    | Hatay BB           | 6  | 5 | 1 | 468 | 437 | +31 | 11  | Dieciséisavos de final |  | —     | 92–86 | 79–71 | 80–79 |
| 2    | Enisey Krasnoyarsk | 6  | 4 | 2 | 449 | 413 | +36 | 10  | 1.ª ronda del play-off |  | 70–65 | —     | 68–70 | 82–59 |
| 3    | Tsmoki-Minsk       | 6  | 3 | 3 | 401 | 393 | +8  | 9   | 1.ª ronda del play-off |  | 66–67 | 68–70 | —     | 64–53 |
| 4    | MBK Ružomberok     | 6  | 0 | 6 | 371 | 446 | −75 | 6   |                        |  | 65–85 | 59–73 | 56–62 | —     |

 Fuente: FIBA
Criterios de clasificación: 1) Puntos; 2) Puntos en enfrentamientos directos; 3) Diferencia de puntos en los enfrentamientos directos; 4) Diferencia de puntos general; 5) Puntos anotados totales.

#### Grupo E
| Pos. | Equipo           | PJ | G | P | GF  | GC  | DG  | Pts | Clasificación          |       | ART   | SEP   | GAL   | LUL   |
| ---- | ---------------- | -- | - | - | --- | --- | --- | --- | ---------------------- | ----- | ----- | ----- | ----- | ----- |
| 1    | Artego Bydgoszcz | 6  | 4 | 2 | 453 | 421 | +32 | 10  | 1.ª ronda del play-off |       | —     | 72–67 | 79–75 | 78–82 |
| 2    | ACS Sepsi SIC    | 6  | 4 | 2 | 418 | 402 | +16 | 10  | 1.ª ronda del play-off |       | 50–76 | —     | 78–62 | 64–48 |
| 3    | Galatasaray      | 6  | 3 | 3 | 438 | 433 | +5  | 9   |                        |       | 85–76 | 70–78 | —     | 74–55 |
| 4    | Luleå BBK        | 6  | 1 | 5 | 388 | 441 | −53 | 7   |                        | 62–72 | 74–81 | 67–72 | —     |       |

 Fuente: FIBA
Criterios de clasificación: 1) Puntos; 2) Puntos en enfrentamientos directos; 3) Diferencia de puntos en los enfrentamientos directos; 4) Diferencia de puntos general; 5) Puntos anotados totales.

### Conferencia 2

#### Grupo F
| Pos. | Equipo                  | PJ | G | P | GF  | GC  | DG   | Pts | Clasificación          |        | AVE   | GER   | GYO   | OLI   |
| ---- | ----------------------- | -- | - | - | --- | --- | ---- | --- | ---------------------- | ------ | ----- | ----- | ----- | ----- |
| 1    | Perfumerías Avenida     | 6  | 6 | 0 | 479 | 287 | +192 | 12  | Dieciséisavos de final |        | —     | 62–59 | 83–43 | 92–49 |
| 2    | Lointek Gernika Bizkaia | 6  | 4 | 2 | 432 | 312 | +120 | 10  | 1.ª ronda del play-off |        | 56–69 | —     | 77–41 | 96–34 |
| 3    | UNI Győr Mély-Út        | 6  | 2 | 4 | 319 | 410 | −91  | 8   |                        |        | 35–67 | 60–74 | —     | 76–62 |
| 4    | Olivais F.C.            | 6  | 0 | 6 | 283 | 504 | −221 | 6   |                        | 45–106 | 46–70 | 47–64 | —     |       |

 Fuente: FIBA
Criterios de clasificación: 1) Puntos; 2) Puntos en enfrentamientos directos; 3) Diferencia de puntos en los enfrentamientos directos; 4) Diferencia de puntos general; 5) Puntos anotados totales.

#### Grupo G
| Pos. | Equipo                   | PJ | G | P | GF  | GC  | DG   | Pts | Clasificación          |       | VAL   | OLY   | CEG   | NAM   |
| ---- | ------------------------ | -- | - | - | --- | --- | ---- | --- | ---------------------- | ----- | ----- | ----- | ----- | ----- |
| 1    | Valencia Basket Club SAD | 6  | 6 | 0 | 450 | 330 | +120 | 12  | Dieciséisavos de final |       | —     | 77–66 | 93–49 | 75–44 |
| 2    | Olympiacos               | 6  | 4 | 2 | 465 | 358 | +107 | 10  | 1.ª ronda del play-off |       | 75–78 | —     | 93–53 | 70–41 |
| 3    | VBW CEKK Cegléd          | 6  | 2 | 4 | 344 | 466 | −122 | 8   |                        |       | 51–77 | 54–78 | —     | 69–64 |
| 4    | Namur                    | 6  | 0 | 6 | 310 | 415 | −105 | 6   |                        | 45–50 | 55–83 | 61–68 | —     |       |

 Fuente: FIBA
Criterios de clasificación: 1) Puntos; 2) Puntos en enfrentamientos directos; 3) Diferencia de puntos en los enfrentamientos directos; 4) Diferencia de puntos general; 5) Puntos anotados totales.

#### Grupo H
| Pos. | Equipo                 | PJ | G | P | GF  | GC  | DG   | Pts | Clasificación          |  | BLA   | SEU   | DVT   | PEA   |
| ---- | ---------------------- | -- | - | - | --- | --- | ---- | --- | ---------------------- |  | ----- | ----- | ----- | ----- |
| 1    | Basket Landes          | 6  | 6 | 0 | 446 | 364 | +82  | 12  | Dieciséisavos de final |  | —     | 65–60 | 81–66 | 83–48 |
| 2    | Cadí La Seu            | 6  | 3 | 3 | 440 | 392 | +48  | 9   | 1.ª ronda del play-off |  | 57–70 | —     | 94–72 | 89–57 |
| 3    | Aluinvent DVTK Miskolc | 6  | 3 | 3 | 434 | 423 | +11  | 9   | 1.ª ronda del play-off |  | 71–72 | 73–69 | —     | 75–47 |
| 4    | PEAC-Pécs              | 6  | 0 | 6 | 329 | 470 | −141 | 6   |                        |  | 62–75 | 55–71 | 60–77 | —     |

 Fuente: FIBA
Criterios de clasificación: 1) Puntos; 2) Puntos en enfrentamientos directos; 3) Diferencia de puntos en los enfrentamientos directos; 4) Diferencia de puntos general; 5) Puntos anotados totales.

#### Grupo I
| Pos. | Equipo                 | PJ | G | P | GF  | GC  | DG  | Pts | Clasificación          |       | SZE   | SKW   | KEL   | HER   |
| ---- | ---------------------- | -- | - | - | --- | --- | --- | --- | ---------------------- | ----- | ----- | ----- | ----- | ----- |
| 1    | KSC Szekszárd          | 6  | 5 | 1 | 435 | 353 | +82 | 11  | Dieciséisavos de final |       | —     | 59–55 | 83–48 | 85–61 |
| 2    | Basket Hema SKW        | 6  | 4 | 2 | 380 | 343 | +37 | 10  | 1.ª ronda del play-off |       | 67–48 | —     | 63–53 | 73–64 |
| 3    | Rutronik Stars Keltern | 6  | 2 | 4 | 375 | 437 | −62 | 8   |                        |       | 63–90 | 74–68 | —     | 65–79 |
| 4    | Herner TC              | 6  | 1 | 5 | 362 | 419 | −57 | 7   |                        | 59–70 | 45–54 | 54–72 | —     |       |

 Fuente: FIBA
Criterios de clasificación: 1) Puntos; 2) Puntos en enfrentamientos directos; 3) Diferencia de puntos en los enfrentamientos directos; 4) Diferencia de puntos general; 5) Puntos anotados totales.

#### Grupo J
| Pos. | Equipo                    | PJ | G | P | GF  | GC  | DG   | Pts | Clasificación          |  | CAR   | RVB   | FRI   | LIE   |
| ---- | ------------------------- | -- | - | - | --- | --- | ---- | --- | ---------------------- |  | ----- | ----- | ----- | ----- |
| 1    | Flammes Carolo Basket     | 6  | 5 | 1 | 503 | 361 | +142 | 11  | Dieciséisavos de final |  | —     | 81–84 | 96–64 | 81–48 |
| 2    | Roche Vendée Basket Club  | 6  | 4 | 2 | 437 | 394 | +43  | 10  | 1.ª ronda del play-off |  | 58–80 | —     | 71–51 | 90–51 |
| 3    | BCF Elfic Fribourg Basket | 6  | 3 | 3 | 380 | 453 | −73  | 9   | 1.ª ronda del play-off |  | 59–98 | 73–60 | —     | 74–73 |
| 4    | VOO Liège Panthers        | 6  | 0 | 6 | 333 | 445 | −112 | 6   |                        |  | 48–67 | 58–74 | 55–59 | —     |

 Fuente: FIBA
Criterios de clasificación: 1) Puntos; 2) Puntos en enfrentamientos directos; 3) Diferencia de puntos en los enfrentamientos directos; 4) Diferencia de puntos general; 5) Puntos anotados totales.

### Clasificaciones de los terceros clasificados

#### Conferencia 1
| Pos. | Grp | Equipo                    | PJ | G | P | GF  | GC  | DG  | Pts | Clasificación          |
| ---- | --- | ------------------------- | -- | - | - | --- | --- | --- | --- | ---------------------- |
| 1    | B   | Beşiktaş TRC İnşaat       | 6  | 3 | 3 | 523 | 478 | +45 | 9   | 1.ª ronda del play-off |
| 2    | D   | Tsmoki-Minsk              | 6  | 3 | 3 | 401 | 393 | +8  | 9   | 1.ª ronda del play-off |
| 3    | E   | Galatasaray               | 6  | 3 | 3 | 438 | 433 | +5  | 9   |                        |
| 4    | A   | Ramla                     | 6  | 3 | 3 | 449 | 462 | −13 | 9   |                        |
| 5    | C   | Bellona Kayseri Basketbol | 6  | 3 | 3 | 394 | 429 | −35 | 9   |                        |

 Fuente: FIBA.com
Criterios de clasificación: 1) Puntos; 2) Diferencia de puntos; 3) Puntos anotados.

#### Conferencia 2
| Pos. | Grp | Equipo                    | PJ | G | P | GF  | GC  | DG   | Pts | Clasificación          |
| ---- | --- | ------------------------- | -- | - | - | --- | --- | ---- | --- | ---------------------- |
| 1    | H   | Aluinvent DVTK Miskolc    | 6  | 3 | 3 | 434 | 423 | +11  | 9   | 1.ª ronda del play-off |
| 2    | J   | BCF Elfic Fribourg Basket | 6  | 3 | 3 | 380 | 453 | −73  | 9   | 1.ª ronda del play-off |
| 3    | I   | Rutronik Stars Keltern    | 6  | 2 | 4 | 375 | 437 | −62  | 8   |                        |
| 4    | F   | UNI Győr Mély-Út          | 6  | 2 | 4 | 319 | 410 | −91  | 8   |                        |
| 5    | G   | VBW CEKK Cegléd           | 6  | 2 | 4 | 344 | 466 | −122 | 8   |                        |

 Fuente: FIBA.com
Criterios de clasificación: 1) Puntos; 2) Diferencia de puntos; 3) Puntos anotados.

### Clasificación general de la Fase de grupos
| Pos. | Grp | Equipo                      | PJ | G | P | GF  | GC  | DG   | Pts | Clasificación                |
| ---- | --- | --------------------------- | -- | - | - | --- | --- | ---- | --- | ---------------------------- |
| 1    | F   | Perfumerías Avenida         | 6  | 6 | 0 | 479 | 287 | +192 | 12  | Dieciséisavos de final       |
| 2    | G   | Valencia Basket Club SAD    | 6  | 6 | 0 | 450 | 330 | +120 | 12  | Dieciséisavos de final       |
| 3    | H   | Basket Landes               | 6  | 6 | 0 | 446 | 364 | +82  | 12  | Dieciséisavos de final       |
| 4    | J   | Flammes Carolo Basket       | 6  | 5 | 1 | 503 | 361 | +142 | 11  | Dieciséisavos de final       |
| 5    | B   | MBA Moscow                  | 6  | 5 | 1 | 506 | 397 | +109 | 11  | Dieciséisavos de final       |
| 6    | C   | Orman Gençlik               | 6  | 5 | 1 | 508 | 409 | +99  | 11  | Dieciséisavos de final       |
| 7    | I   | KSC Szekszárd               | 6  | 5 | 1 | 435 | 353 | +82  | 11  | Dieciséisavos de final       |
| 8    | D   | Hatay BB                    | 6  | 5 | 1 | 468 | 437 | +31  | 11  | Dieciséisavos de final       |
|      |     |                             |    |   |   |     |     |      |     |                              |
| 9    | B   | Sparta & K                  | 6  | 4 | 2 | 556 | 400 | +156 | 10  | 1.ª ronda de la eliminatoria |
| 10   | F   | Lointek Gernika Bizkaia     | 6  | 4 | 2 | 432 | 312 | +120 | 10  | 1.ª ronda de la eliminatoria |
| 11   | G   | Olympiacos                  | 6  | 4 | 2 | 465 | 358 | +107 | 10  | 1.ª ronda de la eliminatoria |
| 12   | C   | CCC Polkowice               | 6  | 4 | 2 | 462 | 398 | +64  | 10  | 1.ª ronda de la eliminatoria |
| 13   | J   | Roche Vendée Basket Club    | 6  | 4 | 2 | 437 | 394 | +43  | 10  | 1.ª ronda de la eliminatoria |
| 14   | I   | Basket Hema SKW             | 6  | 4 | 2 | 380 | 343 | +37  | 10  | 1.ª ronda de la eliminatoria |
| 15   | D   | Enisey Krasnoyarsk          | 6  | 4 | 2 | 449 | 413 | +36  | 10  | 1.ª ronda de la eliminatoria |
| 16   | E   | Artego Bydgoszcz            | 6  | 4 | 2 | 453 | 421 | +32  | 10  | 1.ª ronda de la eliminatoria |
| 17   | E   | ACS Sepsi SIC               | 6  | 4 | 2 | 418 | 402 | +16  | 10  | 1.ª ronda de la eliminatoria |
| 18   | A   | InvestInTheWest ENEA Gorzów | 6  | 3 | 3 | 473 | 410 | +63  | 9   | 1.ª ronda de la eliminatoria |
| 19   | H   | Cadí La Seu                 | 6  | 3 | 3 | 440 | 392 | +48  | 9   | 1.ª ronda de la eliminatoria |
| 20   | B   | Beşiktaş TRC İnşaat         | 6  | 3 | 3 | 523 | 478 | +45  | 9   | 1.ª ronda de la eliminatoria |
| 21   | A   | Botaş SK                    | 6  | 3 | 3 | 448 | 432 | +16  | 9   | 1.ª ronda de la eliminatoria |
| 22   | H   | Aluinvent DVTK Miskolc      | 6  | 3 | 3 | 434 | 423 | +11  | 9   | 1.ª ronda de la eliminatoria |
| 23   | D   | Tsmoki-Minsk                | 6  | 3 | 3 | 401 | 393 | +8   | 9   | 1.ª ronda de la eliminatoria |
| 24   | J   | BCF Elfic Fribourg Basket   | 6  | 3 | 3 | 380 | 453 | −73  | 9   | 1.ª ronda de la eliminatoria |

 Fuente: FIBA.com
Criterios de clasificación: 1) Puntos; 2) Diferencia de puntos; 3) Puntos anotados.

## Fase final

### 1.ª ronda del play-off
Después de la liga regular, con base en la clasificación global de los 24 equipos clasificados basándose en coeficientes, los 8 mejores avanzan directamente a la ronda de dieciséisavos de final, mientras que los 16 restantes juegan este Playoff (posición con base en la clasificación por coeficientes).
| Equipo 1                    | Agr.    | Equipo 2                 | Ida   | Vuelta |
| --------------------------- | ------- | ------------------------ | ----- | ------ |
| BCF Elfic Fribourg Basket   | 135–168 | Sparta & K               | 72–89 | 63–79  |
| Tsmoki-Minsk                | 108–140 | Lointek Gernika Bizkaia  | 52–57 | 56–83  |
| Aluinvent DVTK Miskolc      | 132–138 | Olympiacos               | 59–54 | 73–84  |
| Botaş SK                    | 91–159  | CCC Polkowice            | 56–75 | 35–84  |
| Beşiktaş TRC İnşaat         | 161–156 | Roche Vendée Basket Club | 79–83 | 82–73  |
| Cadí La Seu                 | 131–109 | Basket Hema SKW          | 59–46 | 72–63  |
| InvestInTheWest ENEA Gorzów | 144–159 | Enisey Krasnoyarsk       | 67–66 | 77–93  |
| ACS Sepsi SIC               | 140–141 | Artego Bydgoszcz         | 61–70 | 79–71  |

### Dieciséisavos de final
| Equipo 1                | Agr.    | Equipo 2                 | Ida   | Vuelta |
| ----------------------- | ------- | ------------------------ | ----- | ------ |
| Artego Bydgoszcz        | 131–158 | Perfumerías Avenida      | 64–78 | 67–80  |
| Enisey Krasnoyarsk      | 109–119 | Valencia Basket Club SAD | 60–55 | 49–64  |
| Cadí La Seu             | 114–131 | Basket Landes            | 64–50 | 50–81  |
| Beşiktaş TRC İnşaat     | 148–178 | Flammes Carolo Basket    | 76–92 | 72–86  |
| CCC Polkowice           | 165–142 | MBA Moscow               | 83–60 | 82–82  |
| Olympiacos              | 131–147 | Orman Gençlik            | 72–64 | 59–83  |
| Lointek Gernika Bizkaia | 166–152 | KSC Szekszárd            | 91–73 | 75–79  |
| Sparta & K              | 160–148 | Hatay BB                 | 90–71 | 70–77  |

### Octavos de final
| Equipo 1                | Agr.    | Equipo 2                 | Ida   | Vuelta |
| ----------------------- | ------- | ------------------------ | ----- | ------ |
| Sparta & K              | 126–169 | Perfumerías Avenida      | 65–77 | 61–92  |
| Lointek Gernika Bizkaia | 111–143 | Valencia Basket Club SAD | 61–71 | 50–72  |
| Orman Gençlik           | 143–184 | Basket Landes            | 79–82 | 64–102 |
| CCC Polkowice           | 155–167 | Flammes Carolo Basket    | 82–84 | 73–83  |

## Cuadro final
|  | Cuartos de final         | Cuartos de final      | Cuartos de final      | Cuartos de final |  |  | Semifinales | Semifinales | Semifinales | Semifinales |  |  | Final | Final | Final | Final |
|  |                          |                       |                       |                  |  |  |             |             |             |             |  |  |       |       |       |       |
|  |                          |                       |                       |                  |  |  |             |             |             |             |  |  |       |       |       |       |
|  |                          |                       |                       |                  |  |  |             |             |             |             |  |  |       |       |       |       |
|  | Castors Braine           |                       |                       |                  |  |  |             |             |             |             |  |  |       |       |       |       |
|  |                          |                       |                       |                  |  |  |             |             |             |             |  |  |       |       |       |       |
|  | Valencia Basket Club SAD |                       |                       |                  |  |  |             |             |             |             |  |  |       |       |       |       |
|  |                          |                       |                       |                  |  |  |             |             |             |             |  |  |       |       |       |       |
|  |                          |                       |                       |                  |  |  |             |             |             |             |  |  |       |       |       |       |
|  |                          |                       |                       |                  |  |  |             |             |             |             |  |  |       |       |       |       |
|  | Flammes Carolo Basket    | Flammes Carolo Basket | Flammes Carolo Basket | 74               |  |  |             |             |             |             |  |  |       |       |       |       |
|  | Flammes Carolo Basket    | Flammes Carolo Basket | Flammes Carolo Basket | 74               |  |  |             |             |             |             |  |  |       |       |       |       |
|  | Basket Landes            | Basket Landes         | Basket Landes         | 74               |  |  |             |             |             |             |  |  |       |       |       |       |
|  | Basket Landes            | Basket Landes         | Basket Landes         | 74               |  |  |             |             |             |             |  |  |       |       |       |       |
|  |                          |                       |                       |                  |  |  |             |             |             |             |  |  |       |       |       |       |
|  |                          |                       |                       |                  |  |  |             |             |             |             |  |  |       |       |       |       |
|  | Dynamo Kursk             |                       |                       |                  |  |  |             |             |             |             |  |  |       |       |       |       |
|  |                          |                       |                       |                  |  |  |             |             |             |             |  |  |       |       |       |       |
|  | Perfumerías Avenida      |                       |                       |                  |  |  |             |             |             |             |  |  |       |       |       |       |
|  |                          |                       |                       |                  |  |  |             |             |             |             |  |  |       |       |       |       |
|  |                          |                       |                       |                  |  |  |             |             |             |             |  |  |       |       |       |       |
|  |                          |                       |                       |                  |  |  |             |             |             |             |  |  |       |       |       |       |
|  | Reyer Venezia            |                       |                       |                  |  |  |             |             |             |             |  |  |       |       |       |       |
|  |                          |                       |                       |                  |  |  |             |             |             |             |  |  |       |       |       |       |
|  | Spar Citylift Girona     |                       |                       |                  |  |  |             |             |             |             |  |  |       |       |       |       |
|  |                          |                       |                       |                  |  |  |             |             |             |             |  |  |       |       |       |       |

### Cuartos de final
El sorteo de dicha fase se realizará al término de la liga regular, el 28 de febrero. Los partidos tendrán lugar entre el 12 y el 19 de marzo de 2020. En dicho sorteo, entran los cuatro equipos que clasifican a través de la Euroliga, que son:
- Reyer Venezia (5.º A)
- Castors Braine (6.º A)
- Dynamo Kursk (5.º B)
- Spar Citylift Girona (6.º B)

| Equipo 1              | Agr. | Equipo 2                 | Ida        | Vuelta     |
| --------------------- | ---- | ------------------------ | ---------- | ---------- |
| Castors Braine        | QF1  | Valencia Basket Club SAD | Suspendido | Suspendido |
| Flammes Carolo Basket | QF2  | Basket Landes            | 74–74      | Suspendido |
| Dynamo Kursk          | QF3  | Perfumerías Avenida      | Suspendido | Suspendido |
| Reyer Venezia         | QF4  | Spar Citylift Girona     | Suspendido | Suspendido |

#### Partidos de ida
| 12 de marzo de 2020 | Castors Braine | vs.     | Valencia Basket Club SAD | Namur                       |  |
| 20:15 (UTC+1)       |                |         |                          |                             |  |
|                     |                | Reporte |                          | Pabellón: Hall Octave Henry |  |

| 10 de marzo de 2020 | Flammes Carolo Basket                                             | 74–74                                 | Basket Landes                                                                          | Charleville-Mézères                                                                                    |  |
| 20:00 (UTC+1)       | Parciales: 14–28, 17–11, 26–19, 17–16                             | Parciales: 14–28, 17–11, 26–19, 17–16 | Parciales: 14–28, 17–11, 26–19, 17–16                                                  | |  |
|                     | Estadísticas Sara Chevaugeon 14 Djene Diawara 8 Evelyn Akhator 21 | Reporte Pts Reb Asts Val              | Estadísticas Romana Hejdova 16 Aby Gaye, Miranda Ayim 7 Miranda Ayim 6 Miranda Ayim 18 | Pabellón: Caisse d'Epargne Arena Árbitros: Nikola Perlic (CRO), Milan Spanic (SLO), Ozge Sentürk (TUR) |  |

| 12 de marzo de 2020 | Dynamo Kursk | vs. | Perfumerías Avenida | Kursk                           |
| 17:00 (UTC+1)       |              |     |                     |                                 |
|                     |              |     |                     | Pabellón: Sport Concert Complex |

| 12 de marzo de 2020 | Reyer Venezia | vs. | Spar Citylift Girona | Venecia                       |
| 19:30 (UTC+1)       |               |     |                      |                               |
|                     |               |     |                      | Pabellón: Palasport Taliercio |

### Semifinales
Participan los cuatro equipos vencedores de los cuartos de final.
| Equipo 1    | Agr. | Equipo 2    | Ida        | Vuelta     |
| ----------- | ---- | ----------- | ---------- | ---------- |
| Ganador QF4 | SF1  | Ganador QF1 | Suspendido | Suspendido |
| Ganador QF3 | SF1  | Ganador QF2 | Suspendido | Suspendido |

## Final
Participan los dos equipos vencedores de las semifinales.
| Equipo 1    | Agr. | Equipo 2    | Ida        | Vuelta     |
| ----------- | ---- | ----------- | ---------- | ---------- |
| Ganador SF2 | F    | Ganador SF1 | Suspendido | Suspendido |

| Campeonas de la Copa Europea Femenina de la FIBA 2019-20 |
| -------------------------------------------------------- |
| Título desierto                                          |